# Алексий (Рантала)
Епи́скоп Алекси́й (фин. Piispa Aleksi, в миру Пертти Рантала, фин. Pertti Rantala; 19 апреля 1941, Липери, Куопио — 22 января 1984, Йоэнсуу, Северная Карелия) — епископ Финляндской архиепископии Константинопольского патриархата, епископ Йоэнсууйский (1980—1984), викарий Карельской епархии. Автор проповедей и статей на духовные темы.

## Биография

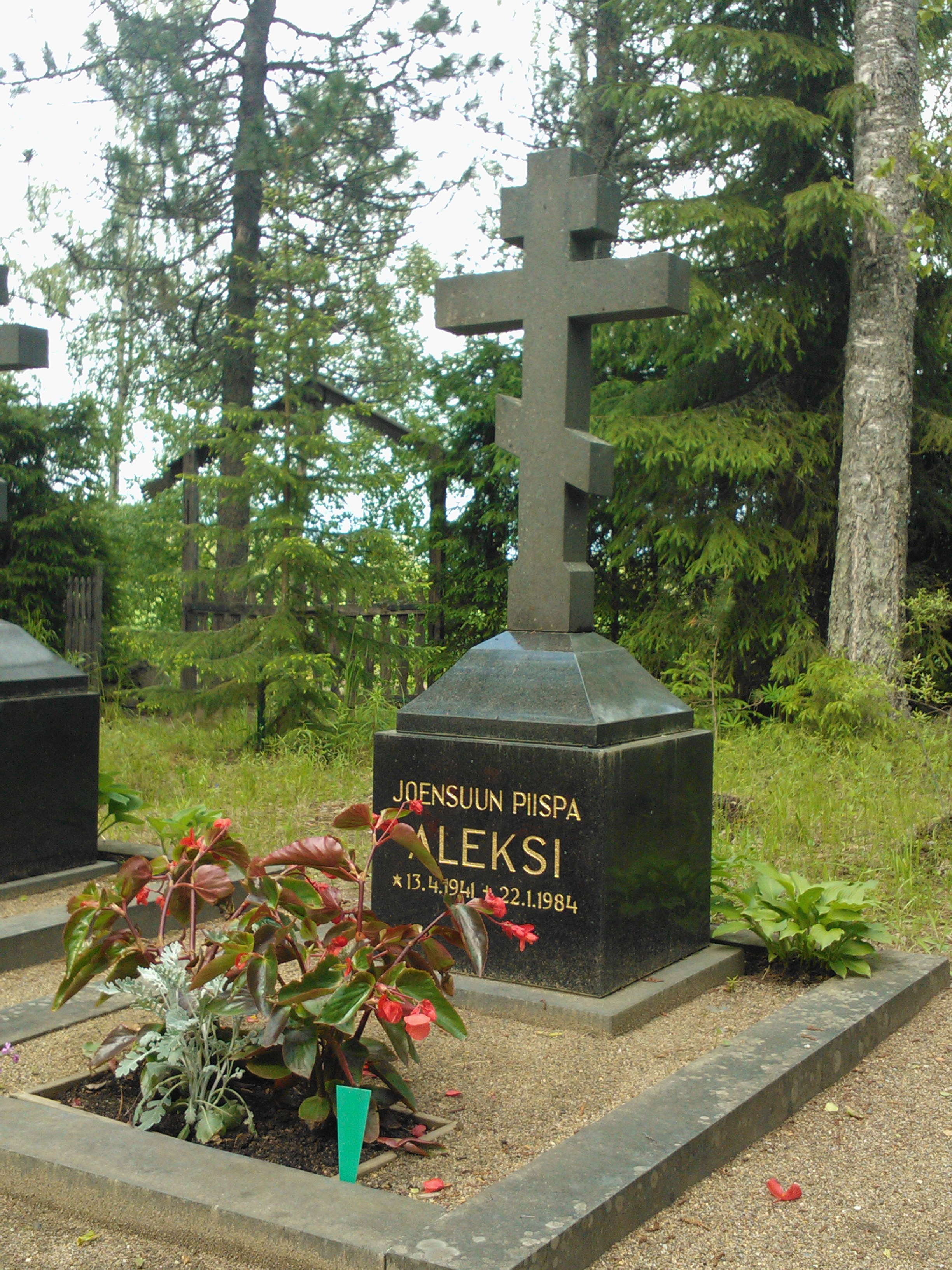
Могила епископа Алексия на кладбище Ново-Валаамского монастыря

Родился 19 апреля 1941 года в Липери в Финляндии. С детства имел проблемы со зрением.
Осенью 1960 года начал учёбу в финской православной семинарии в Куопио, которую окончил весной 1966 года.
В 1966—1973 годы преподавал Закон Божий в лицеях города Йювяскюля.
В 1972 году окончил краткие курсы православного религиоведения.
В 1974—1975 и 1975—1976 годы выполнял обязанности регента.
27 января 1980 года, будучи мирянином, избран Поместным Собором Финляндской православной церкви на епископское служение.
В феврале 1980 года в Нововалаамском монастыре состоялись постриг в монашество с именем Алексий в честь Алексия, человека Божия, и рукоположение во иеродиакона. 17 февраля был хиротонисан во иеромонаха, а 24 февраля — возведён в сан архимандрита.
1 марта 1980 года в церкви Святителя Николая в Йоэнсуу был наречён во епископа Йоэнсууского. 2 марта 1980 года в Соборе святого Николая в Куопио был хиротонисан во епископа Йоэнсууского, викария Карельской епархии.
В 1981 году в Москве был участником богословского диалога между православными и старокатоликами, представляя Финляндскую православную церковь.
В 1982 года был делегатом Второго Предсоборного Всеправославнгого совещания в Шамбези в Швейцарии.
Весной 1983 года у него был диагностирован рак лимфатических узлов. Проведённая операция не дала результатов, потому что рак дал метастазы на внутренние органы.
Скончался 22 января 1984 года после тяжёлой продолжительной болезни. 25 января архиепископ Карельский и Финляндский Павел (Олмари) совершил отпевание при большом стечении народа со всей Финляндии. Погребён на братском кладбище Ново-Валаамского монастыря.